# Дымка (станция)
Дымка — станция в Северном районе Оренбургской области в составе Староборискинского сельсовета.

## География
Находится на расстоянии примерно 22 километров по прямой на север от районного центра села Северного на железнодорожной линии Ульяновск-Уфа.

## Население
Население составляло 190 человек в 2002 году (русские 72 %), 120 по переписи 2010 года.